# Приключения Элли и Рару
«Приключения Элли и Рару» (груз. ელისა და რარუს თავგადასავალი) — советский цветной художественный широкоэкранный фильм 1986 года, поставленный режиссёром Гурамом Петриашвили на киностудии «Грузия-фильм» по собственному сценарию.
Премьера фильма состоялась 3 декабря 1988 года.

## Сюжет
Директор зоопарка покупает пони, ожидая чудес, но девочка и пони должны спасаться от злодеев, пока не выясняется, что пони обладает волшебной силой, превращающей злых людей в добрых.

## В ролях
- Нино Мейшвили — Элли
- Зураб Кипшидзе — Иона, отец Элли
- Русудан Кикнадзе — Наяна
- Руслан Микаберидзе — Гугу
- Юрий Васадзе — Бикентий
- Шота Кристесашвили — Кока
- Лиа Капанадзе — Мари
- Гизо Сихарулидзе — доктор
- Берта Хапава — водитель Ди-Ди
- Имеда Кахиани — Усатый

## Съёмочная группа
- Автор сценария, режиссёр: Гурам Петриашвили
- Оператор: Николос Сухишвили
- Художники-постановщики: Реваз Мирзашвили, Важа Джалагания
- Композитор: Александр Раквиашвили
- Звукооператор: Гурам Гогуа